# Jodie Henryová
Jodie Clare Henryová (* 17. listopadu 1983, Brisbane) je australská plavkyně. Je držitelkou tří zlatých olympijských medailí. Všechny získala na jediné olympiádě, v Athénách roku 2004, a to v individuálním závodě na 100 metrů volným způsobem a ve dvou štafetách (4 × 100 metrů volným způsobem a 4 × 100 metrů polohový závod).